# RapidShare
RapidShare – istniejący do 2015 roku serwis internetowy oferujący hosting plików. Siedziba spółki prowadzącej serwis, RapidShare AG, znajdowała się w Cham w Szwajcarii. RapidShare był jednym z największych serwisów tego typu na świecie, według Alexa Internet domena RapidShare.com znajdowała się w 2009 roku na 50. miejscu pod względem liczby odwiedzin wśród wszystkich domen internetowych na świecie. Przepustowość łącza RapidShare wynosiła 800 Gbps, a łączna pojemność około kilku petabajtów (1 petabajt to milion gigabajtów). Serwis oferował darmowe oraz płatne konta.

## Zasady działania
Za pomocą przeglądarki internetowej użytkownicy mogli załadować na serwer pliki o maksymalnym rozmiarze 500 MB (RapidShare.com). Każdy wysłany plik otrzymywał losowo generowany identyfikator, który wchodził w skład adresu URL do pliku. Cały adres składał się zatem z oryginalnej nazwy pliku oraz ośmiocyfrowego losowego identyfikatora, co powoduje, że nie znając adresu do pliku nie można go odgadnąć. RapidShare nie udostępniał wyszukiwarki plików, lecz istniały nieoficjalne serwisy, które umożliwiały przeszukiwanie plików na RapidShare.
RapidShare akceptował wysyłanie oraz pobieranie plików przez użytkowników darmowych oraz płatnych kont. Użytkownicy darmowi przed pobieraniem każdego pliku musieli odczekać zazwyczaj od 25 sekund do 99 minut, a maksymalna prędkość transferu została ograniczona do 375 KB/s (3000 Kbit/s). Użytkownicy kont płatnych (premiowych) nie mieli ograniczenia tempa pobierania plików, mogli pobierać kilka plików jednocześnie, wstrzymywać i ponawiać pobierania, a także korzystać z menedżerów pobierania plików. Konto premium można było także uzyskać, jeżeli wrzucony plik przez danego użytkownika został pobrany określoną ilość razy. Jedno pobranie dawało 1 punkt. Po uzbieraniu 5000 punktów premium i 5000 punktów free, użytkownik otrzymywał konto premium na miesiąc, a za 50 000 punktów premium i 50 000 punktów free na pełny rok.

### Mechanizm CAPTCHA
Przez cały okres działalności RapidShare używał wielu rodzajów mechanizmu CAPTCHA w celu wyeliminowania zautomatyzowanego pobierania plików przez boty. Początkowo użytkownik niemający konta premium musiał wprowadzić 4 znaki, pokazane na zniekształconym obrazku. W połowie 2008 mechanizm został ulepszony. Obrazek składał się z maksymalnie 7 zniekształconych znaków alfanumerycznych, z których każdy znak oznaczony był ikonką psa lub kota. Użytkownik konta darmowego musiał wprowadzić cztery znaki, które miały ikonkę kota. 22 czerwca 2008 zrezygnowano z mechanizmu CAPTCHA, zastępując go pseudotrójwymiarową siatką, z wyżłobionymi znakami. 2 lipca 2008 wycofano się z użycia mechanizmu CAPTCHA.

Poprzez eliminację mechanizmów CAPTCHA uprościliśmy znacząco dostęp do darmowych usług RapidShare. Dodatkowo, użytkownicy kont darmowych mogą wysyłać i pobierać większe pliki (do 200 MB). Jednakże by ochronić RapidShare przed przeciążeniem spowodowanym zautomatyzowanym pobieraniem, ograniczyliśmy maksymalny transfer do 500 kilobitów na sekundę. Rekompensatą jest brak konieczności oczekiwania na pobieranie kolejnego pliku. Użytkownicy premiowi zyskują teraz na większej elastyczności limitu pobierania: Wynosił on 10 gigabajtów dziennie, a teraz może zostać „oszczędzany” nawet do 50 GB. W rezultacie, transfer niewykorzystany przechodzi na następny dzień automatycznie, do maksymalnej wartości 50 gigabajtów. Jeśli cały transfer został zużyty w czasie jednego dnia, użytkownik konta premium może otrzymać kolejne 10 gigabajtów następnego dnia.

## Historia
Pierwszy serwis udostępniania plików został uruchomiony w sierpniu 2004 roku pod adresem RapidShare.de. W październiku 2006 roku została założona szwajcarska
spółka akcyjna RapidShare AG i uruchomiono serwis RapidShare.com. 20 października 2006 RapidShare ogłosiło, że całe miejsce na dyskach RapidShare.de zostało zapełnione. W marcu 2010 roku serwis RapidShare.de został zamknięty, użytkownicy
serwisu są przekierowywani do serwisu RapidShare.com.

### Znaczące uaktualnienia strony i interfejsu
- 3 czerwca 2008: Uruchomiona zostaje nowa wersja strony RapidShare.com. Następuje zmiana zasad pobierania – użytkownicy kont premium mogą ściągnąć do 50 GB danych w ciągu kolejnych 5 dni, co jest podwojeniem poprzedniego limitu (25 GB w ciągu 5 dni).
- 26 czerwca 2008: Zmiana zasad pobierania – użytkownicy kont premium mogą pobrać do 10 GB dziennie. Liczba adresów IP korzystających naraz z tego samego konta zostaje zmniejszona do jednego.
- 21 lipca 2008: Zmiana zasad pobierania – podtrzymany zostaje poprzedni limit, lecz niewykorzystany transfer może być przeniesiony na kolejne dni. Jedynym ograniczeniem jest 50 GB transferu, który może zostać przeniesiony tą metodą. Dla użytkowników darmowych zlikwidowano konieczność wpisywania kodów CAPTCHA, a także umożliwiono im pobieranie plików o wielkości do 200 MB.
- 21 lipca 2008: Zmiana zasad pobierania – maksymalny limit pobierania dla użytkowników kont premium zostaje zmniejszony do 4 GB dziennie, a niewykorzystany transfer można wykorzystać w kolejnych dniach (na kolejne dni może przejść nie więcej niż 30 GB).
- 30 lipca 2008: Zmiana zasad pobierania – użytkownicy kont premium mogą pobrać do 5GB dziennie.
- 2 września 2008: Zmiana zasad pobierania – użytkownicy kont premium mogą pobrać ponownie do 10GB dziennie. Użytkownicy nie posiadający kont premium mają przydzielaną szybkość dynamicznie w zależności od obciążenia infrastruktury (minimalne obciążenie: 2 Mbit/s, maksymalne obciążenie: 0,2 Mbit/s).
- 23 października 2008: Zmiana zasad pobierania – maksymalny limit pobierania dla użytkowników kont premium zostaje zmniejszony do 2,66 GB dziennie, a niewykorzystany transfer można wykorzystać w kolejnych dniach (na kolejne dni może przejść nie więcej niż 10 GB). Pliki wgrane anonimowo mogą być ściągnięte maksymalnie 10 razy.
- 24 grudnia 2008: Zmiana zasad pobierania – Na koncie premium niewykorzystany transfer można wykorzystać w kolejnych dniach (na kolejne dni może przejść nie więcej niż 12 GB).
- 29 kwietnia 2009: Zmiana zasad pobierania – maksymalny limit pobierania dla użytkowników kont premium zostaje zwiększony do 5 GB dziennie, a niewykorzystany transfer można wykorzystać w kolejnych dniach (na kolejne dni może przejść nie więcej niż 25 GB).
- 14 września 2009: Zostają wprowadzone punkty premium i free. Premium points dostaje się za każde pobranie pliku przez użytkownika premium, free points za pobranie przez użytkownika bez konta premium. Za 8000 punktów premium można utworzyć konto premium na 30 dni. Za punkty free przedłuża się konto premium i dostaje się nagrody np. koszulki, smycze.
- 29 stycznia 2010: Rezygnacja z wymiany punktów za pobrania wrzuconego pliku na nagrody.
- 1 marca 2010: Rapidshare.de zakończyło działalność.
- 29 czerwca 2010: Zmiana modelu płatności. Rapidshare.com wprowadza walutę rozliczeniową o nazwie Rapids. Od tej pory, aby przedłużyć konto premium należy posiadać odpowiednią liczbę tzw. Rapids.

## Koniec darmowej usługi
Serwis ogłosił, że od 1 lipca 2014 zaprzestanie świadczenia bezpłatnej usługi hostingu plików. Z tego powodu dotychczasowych użytkowników bez kont premium prosi o zrobienie kopii zapasowej swoich danych. Serwis aż do zakończenia działalności prowadził usługi płatne.

## Koniec istnienia serwisu
10 lutego 2015 na oficjalnej stronie serwisu pojawiła się informacja o zakończeniu działalności Rapidshare zaplanowanym na 31 marca 2015 roku.